# Marcos Danilo Padilha
Marcos Danilo Padilha (Jussara, 31 de julho de 1985 — La Unión, 29 de novembro de 2016), conhecido simplesmente como Danilo, foi um futebolista brasileiro que atuava como goleiro.

## Carreira
Danilo iniciou a carreira de jogador profissional na cidade vizinha de sua cidade natal, no time do Cianorte. Após passar por Operário Ferroviário e Arapongas, foi contratado pelo Londrina em maio de 2011. Foi o goleiro menos vazado do Campeonato Paranaense nas edições de 2011, 2012 e 2013.
Em setembro de 2013, Danilo assinou com a Chapecoense, de Santa Catarina, por empréstimo até o fim daquele ano. Fez sua estreia pela equipe em 23 de novembro, na vitória por 2 a 1, fora de casa, contra o Icasa, em jogo válido pela Série B. Era sua primeira participação nesta competição. O time terminou como vice-campeão, atrás apenas do Palmeiras, chegando à Série A pela primeira vez em sua história.
Em janeiro de 2014 assinou em definitivo com a Chapecoense, estreando como titular em 19 de abril, no empate em 0-0 em casa diante do Coritiba, na abertura do Campeonato Brasileiro. Foi uma figura sempre presente durante a campanha, sendo peça defensiva importante e mantendo a titularidade deste então, colocando o ídolo Nivaldo no banco de reservas e participando de momentos históricos, como a Copa Sul-Americana de 2015, primeiro torneio internacional de grande porte da história do clube, chegando às quartas de final mas sendo eliminado pelo River Plate, da Argentina. Na Copa Sul-Americana de 2016 foi o principal protagonista nas oitavas de final contra o Independiente da Argentina, defendendo quatro cobranças de pênalti, classificando o Verdão do Oeste para as quartas de final.  Na semifinal contra o San Lorenzo da Argentina, fez uma incrível defesa no último minuto do jogo de volta, com o pé direito, classificando sua equipe para a final do campeonato. Danilo é um dos principais ídolos do Verdão do Oeste de Santa Catarina.

## Morte
Danilo Padilha foi resgatado com vida, mas faleceu no hospital na manhã do dia 29 de novembro, após a queda do avião que levava o time do Chapecoense para Medellín na Colômbia. A equipe iria disputar a primeira partida da final da Copa Sul-Americana de 2016. Segundo os jornais, ele havia sido resgatado ainda com vida, morrendo horas depois no hospital, versão que seria desmentida dias depois por médicos colombianos que afirmam que o atleta não deu entrada em nenhum hospital. Foi uma das 71 vítimas fatais de uma das maiores tragédia da história envolvendo uma equipe esportiva.
Danilo estava no auge de sua carreira quando faleceu aos 31 anos, poucos dias após completar 150 jogos com a camisa da Chapecoense.

## Títulos
Londrina
- Campeonato Paranaense da Segunda Divisão: 2011

Chapecoense
- Taça Santa Catarina: 2014
- Campeonato Catarinense: 2016
- Copa Sul-Americana: 2016[14]

## Prêmios
Chapecoense
- Seleção do Campeonato Catarinense: 2016
- Melhor Goleiro da Copa Sul-Americana: 2016
- Prêmio Craque da Galera do Brasileirão: 2016